# Уош
Уош (на английски: Wash) е залив в западната част на Северно море, на иточното крайбрежие на остров Великобритания.
Вдава се в сушата на 35 km, ширина на входа 20 km, максимална дълбочина до 40 m. Формата на залива наподобява квадрат със страни около 25 km. Според Международната хидрографска организация входа на залива е на североизток и се простира по линията на носовете Гибралтар на северозапад и Ханстейтън на югоизток, като дължината между тях е 19,5 km. Крайбрежието му е предимно низинно, акумулативно и блатисто. Бреговата му линия е слабо разчленена. В него се вливат няколко реки, най-големи от които са Уитъм и Уейланд, вливащи се от запад, Нен и Грейт Уз – от юг. Температурата на водата през зимата е около 0°С, а през лятото до 20°С. Приливите са полуденонощни с височина до 7,6 m. Най-големи градове и пристанища са Кингс Лин в устието на река Грейт Уз и Бостън – в устието на река Уитъм. 